# Idiops rastratus
Idiops rastratus là một loài nhện trong họ Idiopidae.
Loài này thuộc chi Idiops. Idiops rastratus được Octavius Pickard-Cambridge miêu tả năm 1889.